# 布農族征伐太陽傳說
布農族祭月傳說一詞起源於台灣原住民布農族流傳南島語族所共有的「征伐太陽傳說」。
相傳於太古時代，天空有二顆太陽，日夜輪替照耀大地，人民苦不堪言，而產生了布農族人射日之傳說，也因為經過這樣的磨擦，太陽與布農族人經過溝通後，產生了月亮夜晚輪替，使四季倫常；而布農族則需施行祭儀，依時節運作，繁衍後代，當小米收成晒乾堆疊儲存時，布農族人會在此時舉行冬天月祭，這就是傳說中布農族與月亮的約定。

## 內容

### 太陽變月亮
相傳在很久以前的太古時期，天空有兩顆大太陽，分別是太陽哥哥與太陽弟弟輪番不停照耀大地，世界沒有晝夜之分，人們苦於炎熱、花草樹木枯死、河水乾涸、農作物難以生長，但為了生存，布農族人仍不停地奮力工作，苦不堪言。
有一天，一對布農夫妻到耕地裡工作，把尚在襁褓中的次子帶往田裡照顧，並放置於耕地旁的茅草寮，夫妻耕作到一半休息時，母親要去餵食小嬰兒，卻發現小嬰兒竟不見其蹤影，只看見一隻蜥蜴正在包裏著嬰兒的布裡，便知曉她的小孩，被太陽哥哥的炎熱晒成了蜥蜴。父親生氣至極，便決定攜帶大兒子要去征伐太陽，以報殺子之仇。
父子倆攜帶弓和箭，踏上復仇之路，沿路種植柚子樹和橘子樹，走過無數的河流山澗，翻越荒野山嶺，朝向太陽出沒地走了數十年，終於抵達世界盡頭，找到太陽居住地。一開始，他們躲在一顆石頭後方欲瞄射，但因陽光強烈刺眼而無法瞄準。又躲到芋頭葉下試射太陽，但還沒有瞄準好，芋頭葉就被曬的枯乾了，於是改躲到香蕉葉下，結果也是一樣。最後，他們利用了山棕葉耐熱特性，於葉片之間的空隙瞄準太陽，太陽哥哥在未設防線下，被射中了右眼。
被射中的太陽哥哥，忍著痛伸手捉住這對父子，並大怒質問，為何無緣無故的射殺他。父親便把在兩個太陽不停照耀下酷熱難當生靈塗炭、小兒變成蜥蜴一事告訴了太陽哥哥，當太陽哥哥聽完父親的敘述之後，太陽哥哥同情這位父親的遭遇並說：「你們每天的生活都是我們能源所賜予的，使植物得以行光合作用；萬物得以生育。」眼睛中箭受傷不再那麼耀眼的太陽哥哥允諾今後不會再有兩個太陽，地上會有白天和黑夜，也送給父子一些種子，教導他們今後如何依照圓缺變化依時栽種，並且要求他們依照圓缺時節變化行祭儀，生活始能豐裕。太陽哥哥回到天上，便是現在夜裡看見的月亮，少了殺氣、厲光；多了溫柔、皎潔的白光。父親也允諾月亮，回去後會按照其教導和指示，施行祭祀，這就是傳說中布農族與月亮的約定。有些故事的版本，行動成功後從世界的盡頭返回部落，父親已死，兒子也成為白髮老人。

### 躲藏的太陽與山羌
由於一個太陽被人射傷成月亮，另一個太陽怕的不敢升空照耀大地，於是大地陷入一片漆黑，大家無法出外工作，更尋不到食物，生活非常的困苦。
如果族人不得已一定要出門，都必須先投擲石頭，由石頭落地的聲音判斷前方是路還是深淵。一位老婆婆在大地陷入一片漆黑期間家裡的水全部用完了，不得已出門前往取水，在黑暗中沒有看到在水源頭有一隻喝水的山羌，丟出去的石頭剛巧擊中它的頭部血流如注，山羌受不住疼痛，發出生氣的吼叫聲，這時奇怪的事情發生了，躲藏的太陽竟然被山羌的吼叫聲，嚇到跳回空中重新照耀大地，人們又恢復正常的起居，但是山羌的額頭從此留下一個美麗的疤痕。布農語稱水源頭叫，所以稱山羌為。

## 後續

### 月亮的鏡子
被射中右眼的太陽變成月亮，月亮每晚都會回來看看自己被射的箭傷，那一面照映月亮的鏡子便被布農族人稱呼其為「月亮的鏡子(Cidanumas buan，嘉明湖)」

### 月巨人
太陽被射中右眼後成為月亮，並跌落至山上變成巨人，巨人向族人索要被子（Kulig-daigaz）擦拭血液，後來巨人訓斥族人的祭祀方式與禁忌，且賜予族人琉璃珠（Matalunas）。